# Bill Whelan
Bill Whelan (* 22. Mai 1950 in Limerick) ist ein irischer Musiker und Musikproduzent. Bekannt ist er vor allem für Riverdance, das von einem irischen Zwischenspiel zu einer internationalen Tanzshow wurde.

## Biografie
Bill Whelan bekam in seiner Jugend die Musik von seinen Eltern mit. Seine Mutter war Pianistin und mit acht Jahren lernte er Klavier und Orgel und besuchte später die lokale Musikschule. In den späten 1960er Jahren war er ein erfolgreicher Diskjockey und sorgte auf Veranstaltungen und Partys für die Musik. Außerdem richtete er sich mit einem Aufnahmegerät ein Heimstudio ein und machte Aufnahmen. Ein Instrumentalstück schickte er an einen Freund in England, der dafür sorgte, dass es im Film Bloomfield von Schauspieler und Regisseur Richard Harris, der ebenfalls aus Limerick stammte, Verwendung fand. Obwohl er dafür Anerkennung bekam, entschloss er sich zu einem Jurastudium am Trinity College Dublin, das er auch abschloss. Danach startete er aber eine Musikkarriere.
Zuerst war er vor allem Studiomusiker, wurde dann aber immer mehr auch zum Arrangeur und Produzenten. Als er 1980 den Grand-Prix-Siegertitel What’s Another Year von Johnny Logan produzierte, der ein internationaler Tophit wurde, wurde er zu einem der wichtigsten irischen Produzenten und Songwriter. Mit Dónal Lunny zusammen gestaltete er im Jahr darauf musikalisch die Eurovisionsshow in Dublin. Lunny hatte ihn auch als Keyboarder zu Planxty geholt, eine der einflussreichsten Bands der traditionellen irischen Musik. Als Produzent arbeitete unter anderem mit U2, Kate Bush und Van Morrison zusammen. 1987 war er erneut für Johnny Logan tätig, der mit Hold Me Now zum zweiten Mal den Grand Prix d’Eurovision gewann. Ab 1986 war Whelan auch als musikalischer Leiter der Talkshow Saturday Live im Fernsehen zu sehen.
Nachdem Irland 1993 erneut den Grand Prix gewonnen hatte, wurde Whelan erneut mit der Musik für die Show im folgenden Jahr beauftragt. Das Pausenstück Riverdance mit Steptänzer Michael Flatley und anderen bekannten irischen Musikern wurde ein großer Erfolg, es erreichte Platz 1 in den irischen Charts und die Top 10 in Großbritannien. Bis zum Jahresende entwickelten Whelan und Flatley eine abendfüllende Riverdance-Show. Das Showalbum war international erfolgreich und 1997 bekam er einen Grammy Award für das beste Musical-Show-Album. In den folgenden Jahren stellte Whelan mehrere Ensembles zusammen und brachte die Show weltweit auf die Bühne.
Zu seinen weiteren Arbeiten gehörte die Mitarbeit an Filmen wie Die Maske mit Jim Carrey und Tanz in die Freiheit mit Meryl Streep in den 1990er Jahren sowie die Zusammenarbeit mit der New Yorker Metropolitan Opera und Orchesterkompositionen wie The Spirit of Mayo und The Connemara Suite.
In den 2000er Jahren bekam er sowohl von der Irish Music Rights Organisation (IMRO) als auch bei den Meteor Awards die Auszeichnung für sein Lebenswerk.

## Diskografie
Alben
- Timedance ’92: The Seville Suite “Kinsale to La Coruña” (1992)
- The Other World (1993)
- Riverdance – Music from Riverdance: The Show (1995)
- Some Mother’s Son (Soundtrack, 1996)
- Dancing at Lughnasa (Soundtrack, 1998)
- The Connemara Suite (mit dem Irish Chamber Orchestra, 2007)
- Riverdance: A Symphonic Suite (mit dem RTÉ National Symphony Orchestra, 2018)

## Auszeichnungen für Musikverkäufe
| 2× Platin-Schallplatte - Australien - 1996: für das Album Riverdance – Music from the Show |

Anmerkung: Auszeichnungen in Ländern aus den Charttabellen bzw. Chartboxen sind in ebendiesen zu finden.
| Land/RegionAuszeichnungen für Musikverkäufe (Land/Region, Auszeichnungen, Verkäufe, Quellen) | Silber  | Gold  | Platin     | Verkäufe  | Quellen      |
| -------------------------------------------------------------------------------------------- | ------- | ----- | ---------- | --------- | ------------ |
| Australien (ARIA)                                                                            | —       | —     | 2× Platin2 | 140.000   | aria.com.au  |
| Schweiz (IFPI)                                                                               | —       | Gold1 | —          | 15.000    | hitparade.ch |
| Vereinigte Staaten (RIAA)                                                                    | —       | —     | Platin1    | 1.000.000 | riaa.com     |
| Vereinigtes Königreich (BPI)                                                                 | Silber1 | —     | —          | 200.000   | bpi.co.uk    |
| Insgesamt                                                                                    | Silber1 | Gold1 | 3× Platin3 |           |              |